# Bromate
L'ion bromate est l'ion BrO3− et la base conjuguée de l'acide bromique (HBrO3). Un bromate est un composé contenant ce groupe. Les exemples les plus connus sont le bromate de sodium (NaBrO3) et le bromate de potassium.

L’ion bromate est formé quand l'ozone et un ion bromure réagissent ensemble suivant la réaction suivante :
Br− + O3 → BrO3−
Cette réaction apparaît dans les systèmes aqueux quand le brome est dissous dans l'eau et que l'ozone est utilisé comme agent désinfectant, surtout sous des hautes pressions. Cette réaction est indésirable car le bromate est un cancérigène, il est extrêmement toxique et peut entraîner l'insuffisance rénale, la surdité et même la mort. 
Sa présence dans une eau minérale de la marque Dasani (filiale de Coca-Cola) en Grande-Bretagne a contraint Coca-Cola à rappeler ce produit.
En dépit de l'interdiction dans de nombreux pays des bromates dans l'alimentation, ceux-ci figurent toujours dans la liste officielle du codex alimentarius, sous E924a et E924b
Les propositions pour réduire la formation de bromates incluent de passer par un système de réservoir de contact atmosphérique, de baisser le pH de l'eau entre 5,9 et 6,3 et de limiter les doses d'ozone.